# 牛顿 (犹他州)
牛顿（英語：Newton），是美国犹他州卡什县下属的一座城鎮。建鎮于1869年，面积大约为0.79平方英里（2平方公里），海拔约为4,534英尺（1,382米）。根据2010年美国人口普查，该鎮有人口789人。